# António Bernardo da Costa Cabral
António Bernardo da Costa Cabral, 1. Graf (Conde) und 1. Markgraf (Marquês) von Tomar (* 9. Mai 1803 in Fornos de Algodres, Portugal; † 1. September 1889 in Porto) war ein bedeutender Führer der cartistischen Bewegung im Königreich Portugal. Er war 1842–1846 portugiesischer Innenminister sowie 1849–1851 Ministerpräsident und regierte das Land autoritär und mit diktatorischen Vollmachten.

## Leben

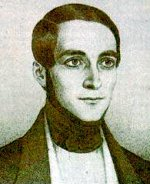
António Bernardo da Costa Cabral, 1. Markgraf von Tomar

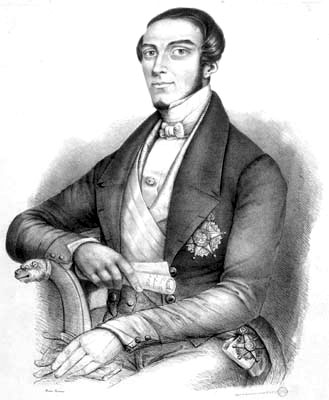
António Bernardo da Costa Cabral

Costa Cabral wurde in einem kleinen Dorf in der Nähe von Beira geboren. In der Universität Coimbra wurde er zum Juristen ausgebildet. Danach ging Costa Cabral zum Militär.
Costa Cabral war ein Anhänger der Konstitutionalisten, trat also dafür ein, dass Portugal als konstitutionelle Monarchie regiert werden sollte. Während der Herrschaft der Absolutisten und des Königs Michael I. (von 1828 bis 1834) musste er deshalb zeitweise ins Exil gehen, das er zum Teil in England verbrachte. Er ging schließlich auf die Azoreninsel Terceira, wo er sich dem Heer anschloss, mit dem Peter IV. seinen Bruder Michael aus Portugal vertrieb (vgl. Miguelistenkrieg).
Nach dem Sieg der Konstitutionalisten wurde Costa Cabral Richter auf den Azoren, 1835 Parlamentsabgeordneter in Lissabon. Dort herrschten damals zum Teil anarchische Zustände, der Kampf zwischen Setembristen und Cartisten lähmte das Land. Anfangs war Costa Cabral ein Führer der Setembristen, wechselte aber bald auf die Seite der Cartisten und erwarb das Vertrauen der Königin Maria II.
1836 übernahmen die Setembristen in der Septemberrevolution die Macht im Land, 1838 gaben sie dem Land eine neue Verfassung. Die Cartisten liefen gegen diese Entwicklung Sturm. So wechselten sich in dieser Zeit Aufstände der Cartisten und Gegenrevolten der Nationalgarde miteinander ab. In dieser Situation sah die Königin in dem 1838 zum Zivilgouverneur von Lissabon aufgestiegenen Costa Cabral den Mann, der dem Land mit harter Hand wieder zu Stabilität und Ruhe verhelfen konnte.
Die letzten setembristischen Regierungen waren schon sehr schwach, so dass die Königin es durchsetzen konnte, dass mit Costa Cabral auch ein wichtiger Cartist in das Kabinett berufen wurde. 1839 wurde Costa Cabral so zum ersten Mal in die Regierung berufen und übernahm das Amt eines Ministers für Justiz und geistliche Angelegenheiten. Costa Cabral führte in dieser Funktion eine Reihe bedeutender Reformen durch.
Schon in dieser Zeit war Costa Cabral ein begeisterter Anhänger der Verfassungscharta von 1826. Er war der Überzeugung, dass die Verfassung, die die Setembristen dem Land 1838 gegeben hatten, Quelle kontinuierlicher Anarchie sein würde. Nachdem die traditionellen Führer der Cartisten, die Herzöge von Saldanha und Terceira 1837 mit ihrem Versuch, die Charta wieder einzuführen, gescheitert waren (Aufstand der Marschälle), wurde Costa Cabral mehr und mehr zum eigentlichen Führer der Cartisten.
Schließlich gelang es ihm im Januar 1842 von Porto aus, einen Staatsstreich gegen die setembristische Regierung in Lissabon durchzuführen und die Verfassungscharta Peters IV. am 11. Februar 1842 wieder einzuführen. Costa Cabral errichtete als Innenminister und dominante Gestalt eines nominell vom Herzog von Terceira angeführten Kabinetts eine autoritäre Regierung. Der Gegensatz zur katholischen Kirche wurde beendet und neue Beziehungen zum Papsttum geknüpft. Die Nationalgarde, die sich als treueste Unterstützerin der Setembristen erwiesen hatte, wurde aufgelöst und danach von Costa Cabral neu gegründet.
Gegen den autoritären Regierungsstil Costa Cabrals gab es einigen Widerstand, doch billigte der Hof sein Verhalten. Einige Maßnahmen Costa Cabrals waren auch unter den Cartisten nicht unumstritten, so insbesondere das neue Verwaltungsverfahrensgesetz (Código Administrativo), das Costa Cabral 1842 in Kraft setzen ließ. Sein eigener Bruder sammelte daraufhin die Dissidenten unter den Cartisten, die sich mit den Setembristen und Miguelisten (den Anhängern des sich im Exil befindenden Exkönigs Michael) verbündeten. Bei seinem Regierungsantritt hatte Costa Cabral zügige Neuwahlen versprochen, dieses Versprechen jedoch nicht gehalten. 1844 erhoben sich deshalb seine Gegner unter der Führung des Grafen von Bonfim (Aufstand von Torres Novas); die Aufständischen konnten sich zwei Monate in Almeida halten, bevor sie von Costa Cabral besiegt wurden. Costa Cabral, der am 8. September 1845 zum Grafen (und später, am 11. Juli 1878, zum Markgrafen) von Tomar geadelt wurde, fühlte sich durch seinen Sieg über die Aufständischen gestärkt und verschärfte noch seine diktatorische und reaktionäre Staatsführung. Zwar ließ er Wahlen abhalten (1845), diese zeichneten sich aber durch Wahlbetrug und Gewalt aus.
So war es kaum verwunderlich, dass es 1846 zu einem neuen Aufstand kam, der in der Kaserne von Minho begann (Aufstand von Maria da Fonte). Dieser Aufstand, der sich zunächst an unbedeutenden Streitigkeiten in Minho entzündete, nahm bald das Ausmaß eines allgemeinen Aufstandes gegen Costa Cabral an. Er erreichte ein solches Ausmaß, dass nicht nur Costa Cabral, sondern selbst die Herrschaft der Königin Maria II. gefährdet schien. Die Königin, vom Ausmaß des Aufstandes erschreckt, entließ Costa Cabral am 20. Mai 1846 und setzte eine neue gemäßigt setembristische Regierung unter dem Herzog von Palmela ein. Als sie jedoch glaubte, wieder die Oberhand über die Aufständischen gewonnen zu haben, entließ sie Palmela und ernannte mit dem Herzog von Saldanha erneut eine cartistische Regierung (sog. Staatsstreich des 6. Oktober). Den Herzog von Terceira schickte sie in den Norden des Landes, um den dort noch verbliebenen Widerstand militärisch zu ersticken.
Diese Handlungen der Königin führten zum Bürgerkrieg. In Porto konstituierte sich eine setembristische Gegenregierung. Der Königin, Saldanha und Terceira gelang es nicht, den Aufstand aus eigenen Kräften zu unterdrücken. Die Königin sandte deshalb Costa Cabral als Sonderbotschafter nach Madrid. Dort gelang es ihm, die Spanier zu einer Intervention zu bewegen. Auch die Engländer erklärten sich zum Eingreifen bereit. Erst mit Hilfe dieser ausländischen Truppen konnte im Juni 1847 der Bürgerkrieg siegreich beendet, Porto eingenommen und die Führer der aufständischen Junta verhaftet werden.
Auch nach Ende des Bürgerkrieges wagte die Königin zunächst nicht, Costa Cabral erneut zum Ministerpräsidenten zu berufen, da er im Lande äußerst unpopulär war. Der Herzog von Saldanha blieb deshalb zunächst Regierungschef. Costa Cabral blieb in Madrid, wo er seinem Land als Botschafter diente.
1849 fand die Königin jedoch, dass sich die Situation so weit beruhigt hätte, dass sie Costa Cabral nach Portugal zurückholen konnte. Sie entließ den Herzog von Saldanha und ernannte Costa Cabral am 18. Juni erneut zum Regierungschef, eine Entscheidung, die in der portugiesischen Öffentlichkeit auf große Kritik stieß.
Costa Cabral, der sich über seinen Anhang in Portugal wenig Illusionen machte, soll nur widerwillig aus Madrid nach Lissabon zurückgekehrt sein, wagte es aber nicht, sich dem Wunsch der Königin zu widersetzen. Saldanha, den Costa Cabral von der Macht verdrängte, und der auf Betreiben Costa Cabrals von der Königin auch von seinem Posten als Marschall des Hofes abgelöst wurde, verbündete sich daraufhin mit seinen Gegnern. Zudem kam es zu einigen Skandalen. Eine Londoner Zeitung berichtete über den Reichtum Costa Cabrals und deutete an, er sei der Liebhaber der Königin. Die Krone verpachtete für einen lächerlich niedrigen Mietzins ein Landgut für 99 Jahre an Costa Cabral, was zu einem weiteren Skandal führte. Durch diese geschwächt und da er dem militärischen Genie Saldanhas nichts entgegenzusetzen konnte, reichte Costa Cabral, als sich wieder einmal Teile des Heeres gegen ihn erhoben, und Saldanha den Oberbefehl über die Aufständischen übernahm, am 26. April 1851 seinen Rücktritt ein, den die Königin schweren Herzens annahm. Sein Vorgänger, Saldanha, wurde so auch sein Nachfolger und regierte mit diktatorischen Vollmachten bis 1856.
Nach seinem Rücktritt im April 1851 floh Costa Cabral nach England, kehrte aber bereits im Februar 1852 nach Lissabon zurück. Nun spielte er in der portugiesischen Politik keine große Rolle mehr, leistete seinem Land jedoch als Diplomat ausgezeichnete Dienste, so 1859–1861 als portugiesischer Botschafter beim brasilianischen Kaiser. Ab 1862 war er Mitglied des Staatsrates und Präsident des höchsten Verwaltungstribunals. 1870 wurde er Botschafter beim Heiligen Stuhl. Seine Amtszeit beim Heiligen Stuhl fiel in die Zeit, als die italienischen Revolutionstruppen die Stadt besetzten. Costa Cabral, der sich bald das Vertrauen von Papst Pius IX. erwarb, führte in dessen Auftrag die Verhandlungen des Vatikans mit General Cadorna, dem Oberbefehlshaber der italienischen Truppen.
Costa Cabral war einmal verheiratet und hatte mit seiner Frau 5 Kinder, darunter António Bernardo da Costa Cabral, der zwischen 1874 und 1881 Botschafter im Königreich Belgien war und nach seinem Tode den Titel als 2. Conde de Tomar erbte, während der am 11. Juli 1878 geschaffene Titel als Marquês de Tomar erlosch. Nach dem Tod seiner Frau 1885 zog sich Costa Cabral aus Rom auf seinen Landsitz bei Neapel zurück; 1889, bereits schwer erkrankt, kehrte er nach Portugal zurück, wo er im gleichen Jahr in Porto verstarb.

## Bedeutung
Costa Cabral gehört heute noch zu den umstrittensten Figuren der jüngeren portugiesischen Geschichte. Einerseits war er unbestrittenerweise einer der wichtigsten Modernisierer des Landes, der durch eine Reihe von weitreichenden und wichtigen Reformen in der Verwaltung sowie dem Steuer- und Finanzwesen eine bedeutende Rolle in der Geschichte seines Landes spielte. Andererseits antagonisierte er seine Gegner durch seinen autoritären, ja diktatorischen Regierungsstil. Von seinen Verteidigern wird allerdings behauptet, dass die Reformen Costa Cabrals, in der damaligen, chaotischen politischen Situation, nur durch eine autoritäre Regierung durchgesetzt werden konnten. In der portugiesischen Geschichtsschreibung erhielt das Regierungssystem Cabrals einen eigenen Namen; man bezeichnet die Jahre, in denen Cabral regierte, auch als Jahre des Cabralismo, also des Cabralismus.